# 斯皮尔菲什 (南达科他州)
斯皮尔菲什（英語：Spearfish），是美国南达科他州下属的一座城市。根据2010年美国人口普查，该市有人口10,494人。2011年估计该市人口约有10,585人，年增长率为0.87%。